# سوزانا أوبري
سوزانا أوبري (بالإنجليزية: Suzanne Aubry)‏ (1956، أوتاوا في كندا)؛ كاتِبة، سيناريست وروائية كندية.
ولدت في أوتاوا. كان والداها ( كلود أوبري وبول سانت أونج ) روائيين أيضا. حصلت على دبلوم في الكتابة المسرحية من المدرسة الوطنية الكندية للمسرح. تم ترشيح مسرحيتها La nuit des p'tits couteaux (ليلة السكاكين الصغيرة) لجائزة الحاكم العام في عام 1987. كتبت سيناريو الفيلم الروائي الطويل Meurtre en musique (موسيقى القتل) عام 1994 ، وهو من إخراج غابرييل بيليتييه.

## روابط خارجية
- سوزانا أوبري على موقع IMDb (الإنجليزية)